# Erlabrunn (Breitenbrunn)

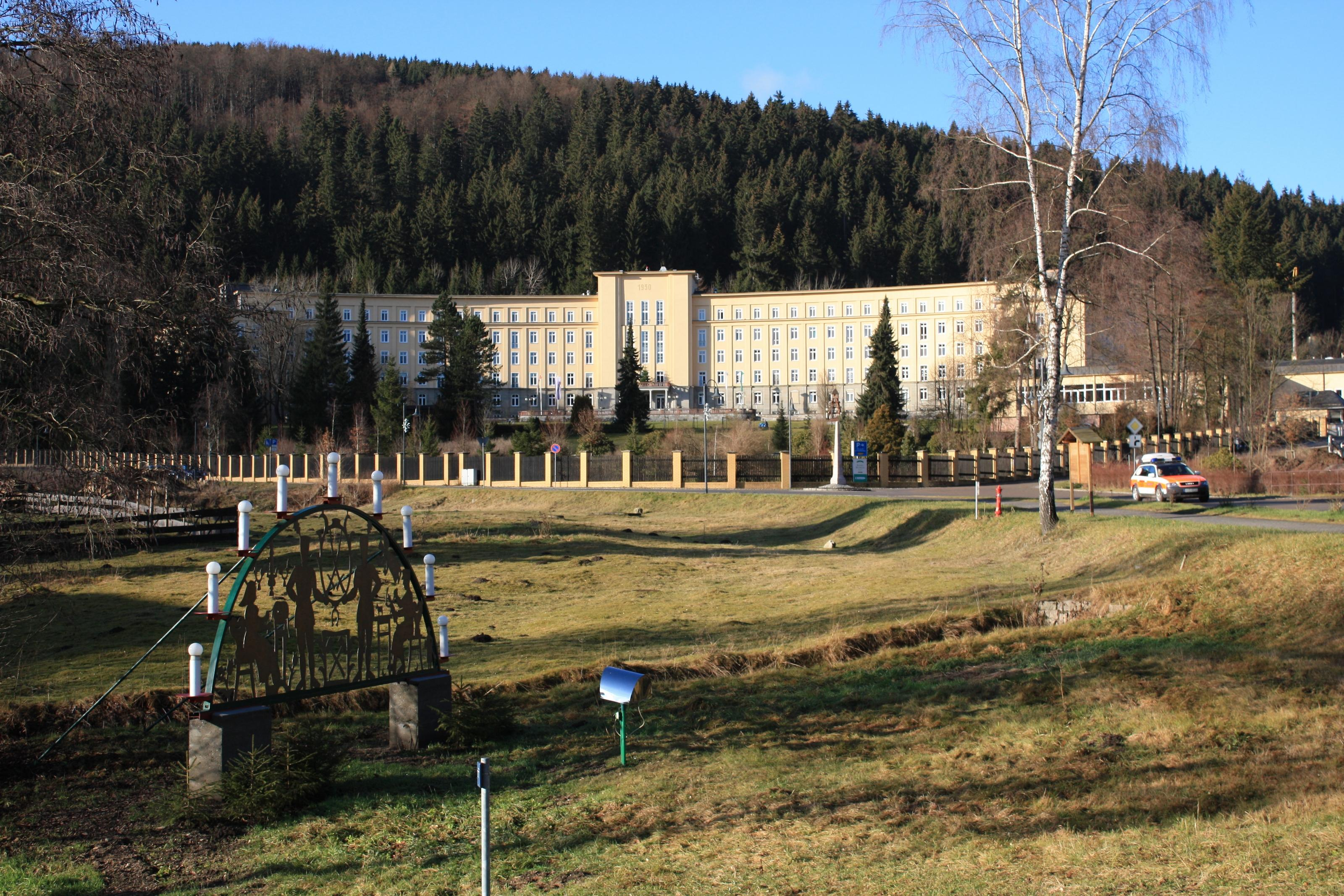
Blick auf das Hauptgebäude der Kliniken Erlabrunn

Erlabrunn ist seit dem 1. Juli 2005 ein Ortsteil der Gemeinde Breitenbrunn/Erzgeb. im Erzgebirgskreis in Sachsen. Es entwickelte sich aus einer kleinen Ansiedlung im 16. Jahrhundert.

## Geografie
Erlabrunn liegt auf einer durchschnittlichen Höhe von 730 Metern über NHN, hinter dem Brandberg an den beiden linken Nebenflüssen des Schwarzwassers Milchbach und Steinbach. Der im Jahr 2005 nach Breitenbrunn eingemeindete Ort grenzt an die Städte Johanngeorgenstadt und Schwarzenberg sowie den Eibenstocker Ortsteil Sosa. Er liegt an der Staatsstraße 272 und ist mit einem Haltepunkt an die Bahnstrecke Johanngeorgenstadt–Schwarzenberg angeschlossen.

## Geschichte

### 16. bis Ende 19. Jahrhundert

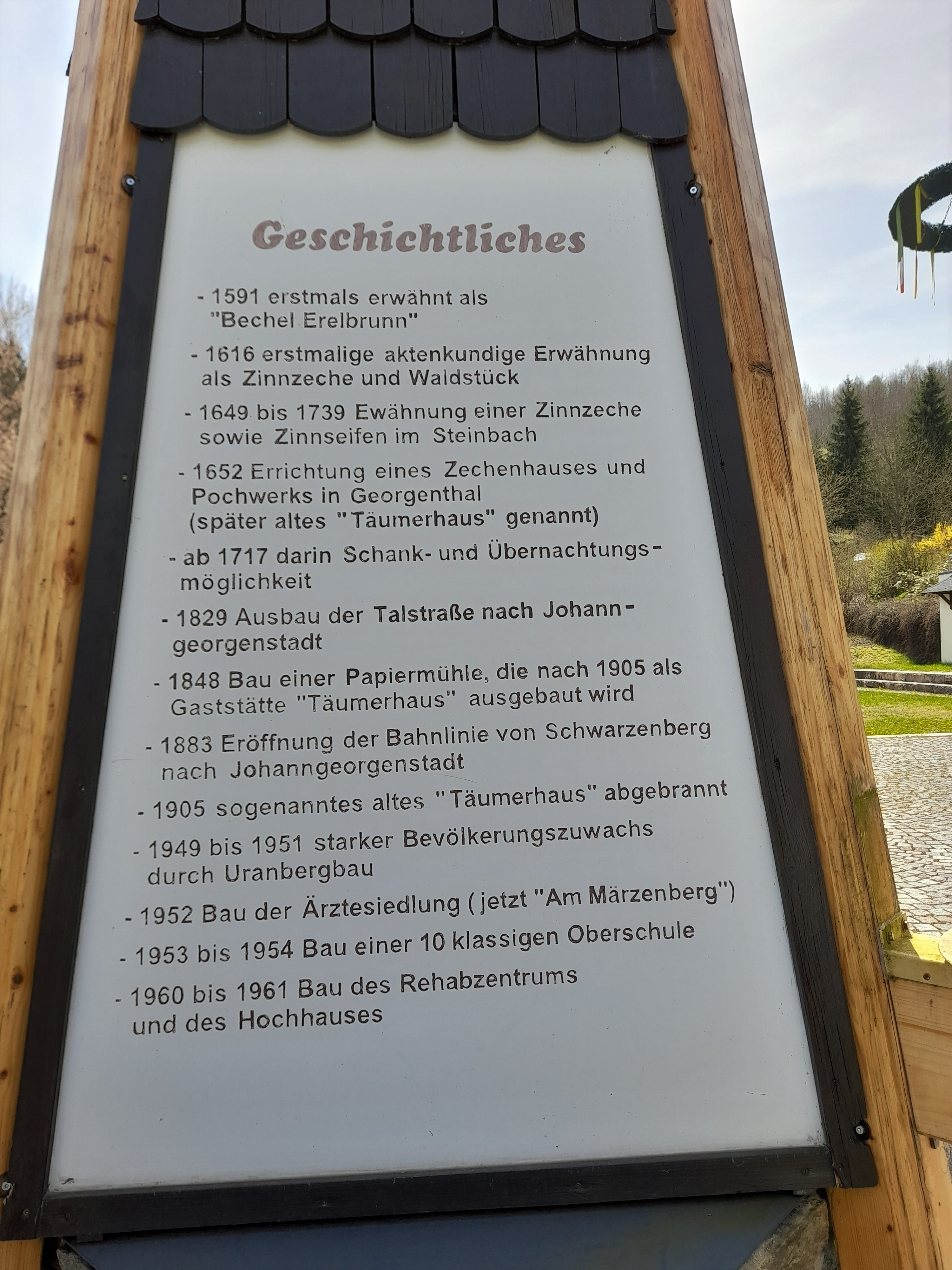
Abgedeckte Ortspyramide Erlabrunn (Breitenbrunn), Ortsgeschichte

Der Ort wurde als Erlebrunn im Jahr 1591 erstmals urkundlich erwähnt. Erlabrunn entwickelte sich aus einer Häusergruppe zwischen der Mündung des Milchbaches in den Steinbach und dem Schwarzwasser im kurfürstlich-sächsischen Amt Schwarzenberg. Hier hatten sich Zinnwäscher niedergelassen und betrieben mehrere hundert Lachter Seifen im Waldstück Erlebrunn zwischen Fällberg und Steinbach. Der Name leitet sich von den Quellwiesen (= Brunnen) nahe dem früheren Dorf Erla ab. Außer von den Seifenstellen lebten die Menschen vom Holzeinschlag und besaßen das Hutweiderecht, sie betrieben also Feld- und Viehwirtschaft. Es darf angenommen werden, dass sich die Zinnarbeiter ein kleines Pochwerk zur Erleichterung ihrer Arbeit errichteten, denn laut einer Quelle wurde das Poch- und Zechenhäuschen 1704 verkauft. Noch im 19. Jahrhundert wurde bei Erlabrunn die Zinngrube Lattenschuppe betrieben.
Ebenfalls im 19. Jahrhundert wurde Erlabrunn nach Steinheidel eingemeindet, das als bergmännische Streusiedlung am nördlichen Abhang des Schwarzwassertals an der alten Verbindungsstraße von Schneeberg über Jägerhaus nach Johanngeorgenstadt und in das böhmische Karlsbad entstanden war.
1883 erhielt der Ort auf Grund und Boden von Johanngeorgenstadt einen Haltepunkt an der Johanngeorgenstadt–Schwarzenberg.

### 1900 bis Oktober 1990

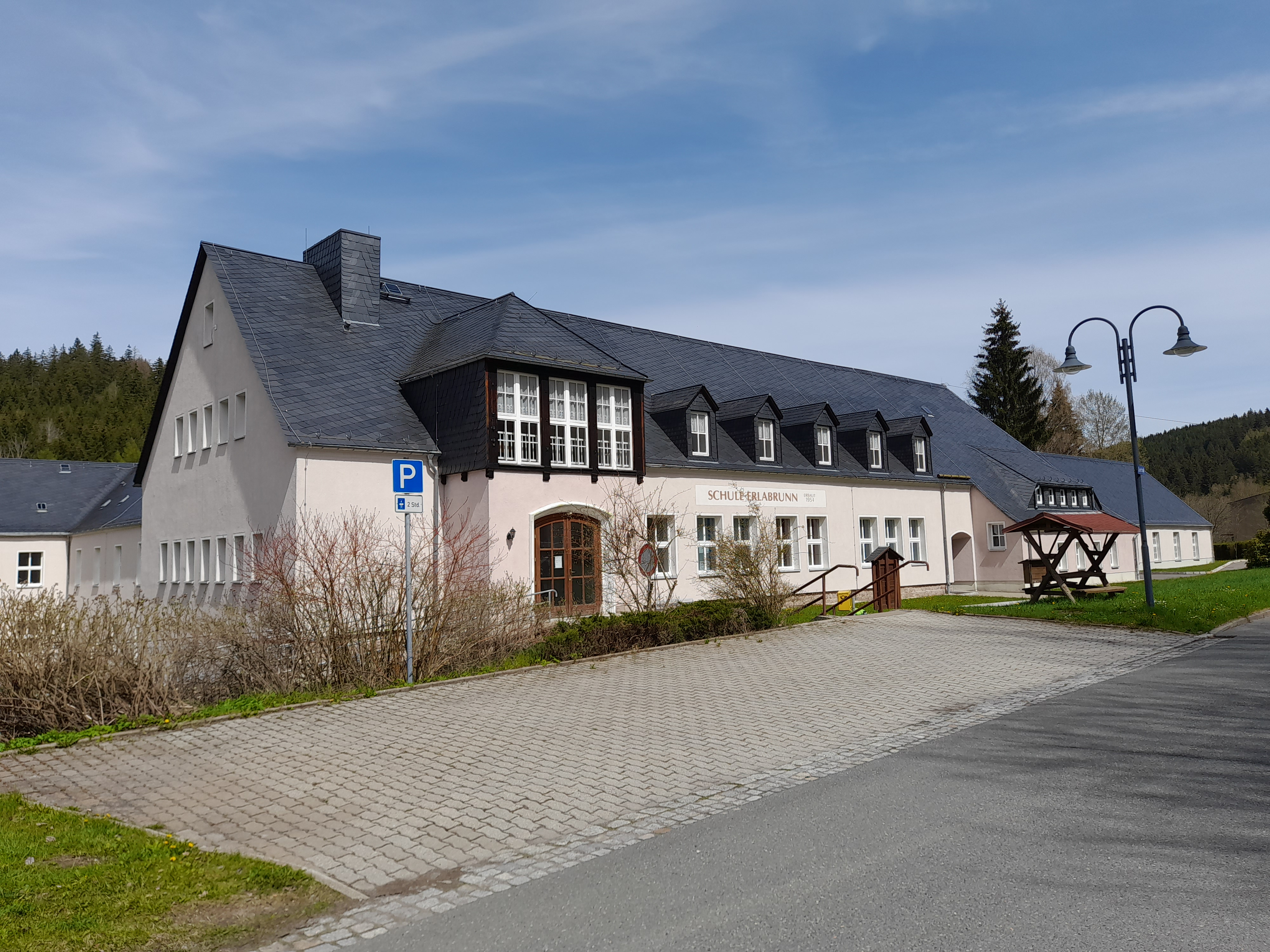
Ehemalige Schule Erlabrunn

1905 wurde das Hotel Täumerhaus eröffnet. Die Einwohner waren Bergbauern oder Handwerker, wovon beispielsweise der Hotelname Alte Schleiferei kündet, das nach 1990 auf dem Areal einer historischen Holzschleiferei errichtet wurde. Nach dem Zweiten Weltkrieg führte die Gemeinde den amtlichen Doppelnamen Steinheidel-Erlabrunn, bis 1967 in der DDR-Zeit die jetzige Kurzform eingeführt wurde.
Seine über den Ort hinausgehende Bedeutung erhielt Erlabrunn durch das 1951 eingeweihte Bergarbeiterkrankenhaus und die im Zusammenhang mit dem Bergbau der SDAG Wismut entstandenen Wohnsiedlungen am Fuß des Hinteren Märzenberges und des Eselsberges (Karl-Marx-Siedlung). Das Krankenhaus diente hauptsächlich der medizinischen Versorgung und gesundheitlichen Betreuung der Mitarbeiter der SDAG Wismut, auch für die Einwohner stand es offen. Es handelte sich dabei um den ersten Krankenhausneubau in der DDR.
Im Laufe der folgenden Jahre wurden Wohnungen für die Ärzte und das medizinische Personal, Versorgungseinrichtungen sowie Kindergärten und ein Schulgebäude hinzugebaut.

### Seit 1990
Mit der deutschen Wiedervereinigung wurde Erlabrunn in den neu gegründeten Freistaat Sachsen eingegliedert. Mit der Umbildung und dem Zusammenschluss von Landkreisen kam Erlabrunn im Jahr 2005 schließlich als Ortsteil zu Breitenbrunn.
Am Abend des 29. Juli 2005 führte ein Orkan in Erlabrunn und Umgebung zu zahlreichen Windbruchschäden.
Um den Tourismus in dieser Region des Erzgebirges anzukurbeln, startete die Ortsverwaltung mit Unterstützung einer Privatbrauerei (Kuno-Bräu) an einem Sommerwochenende im Jahr 2010 das 1. Erlabrunner Brauereifest; es wurde auch noch im Folgejahr wiederholt, dann jedoch eingestellt.
Im Juni 2023 veranstaltete der neugegründete Heimatverein Erlabrunn/Steinheidel das zweite Erlabrunner Sommerfest; diese Tradition soll jährlich fortgeführt werden.

### Einwohnerentwicklung
1755 wurden 10 Bewohner eines bergfreien Hauses in Erlabrunn erwähnt. Zwischen 1834 (=143 Einwohner) und 1939 (=311 Einwohner) verdoppelte sich die Bevölkerungszahl von Erlabrunn-Steinheidel. Durch die Wismut gab es enorme Zuwächse, die nach deren Schließung um 1991 wieder stark zurückging. Heute leben überwiegend ältere Menschen in Erlabrunn; die Einwohnerzahl ist rückläufig. In jüngster Zeit fanden eine Reihe Flüchtlinge eine neue Heimat in Erlabrunn.
| Jahr      | 1946  | 1964   | 1998  | 1999  | 2000  | 2001 | 2002 | 2003 | 2004 | 2009 |
| --------- | ----- | ------ | ----- | ----- | ----- | ---- | ---- | ---- | ---- | ---- |
| Einwohner | 345 * | 1960 * | 1.057 | 1.056 | 1.019 | 990  | 968  | 966  | 920  | 625  |

### Ortspartnerschaften
Hebertsfelden, Landkreis Rottal-Inn
Die Ortsteile von Breitenbrunn-Erlabrunn haben Partnerschaften mit Nova Role in Tschechien, mit Nattheim und mit Münstertal/Schwarzwald vereinbart.

## Wirtschaft und Infrastruktur

### Medizinische Versorgung

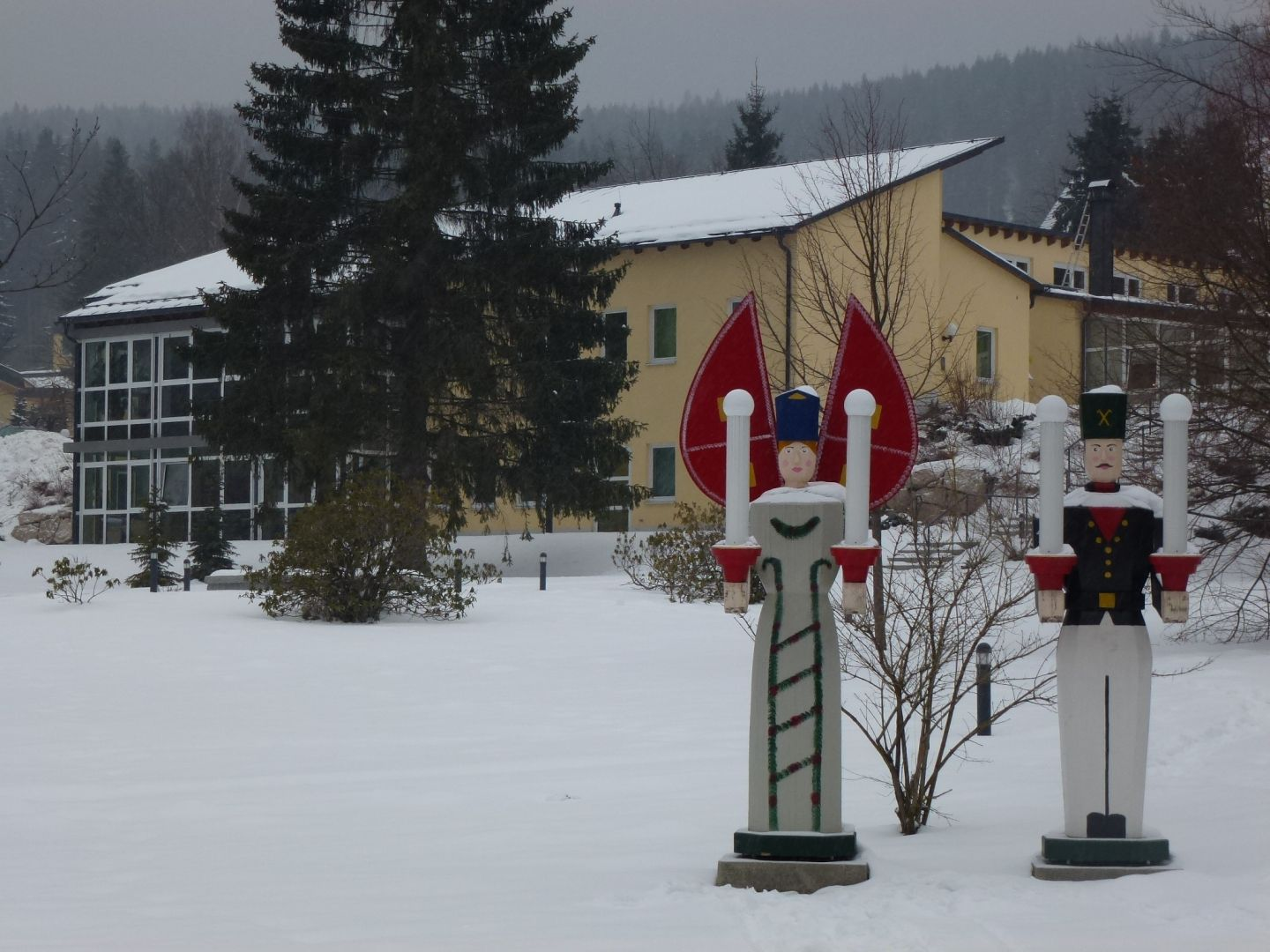
Erzgebirgs Hospiz Erlabrunn der Kliniken Erlabrunn

- Die heutigen Kliniken Erlabrunn wurden 1950 als Krankenhaus für die Arbeiter des Uranbergbaus und ihre Angehörigen errichtet. Sie wurden nach dem Ende des Bergbaus zu einem modernen kommunalen Krankenhaus der umliegenden Städte weiterentwickelt und erfüllen darüber hinaus die Funktion eines akademischen Lehrkrankenhauses.  Auch in baulicher Hinsicht erlangten die Kliniken mit ihrer einzigartigen Architektur im Stil des russischen Neoklassizismus große Bekanntheit; das Gebäudeensemble zählt seit 2019 als assoziierte Stätte der Montanregion Erzgebirge/Krušnohoří zum UNESCO-Welterbe.[11]
- In unmittelbarer Nähe der Kliniken befindet sich das „Erzgebirgs Hospiz Erlabrunn“ (Eigenschreibweise).
- Für 2024 ist im Rahmen des Krankenhauses die Eröffnung eines Medizinischen Versorgungszentrums (MVZ) vorgesehen.

### Verkehr
Eisenbahn

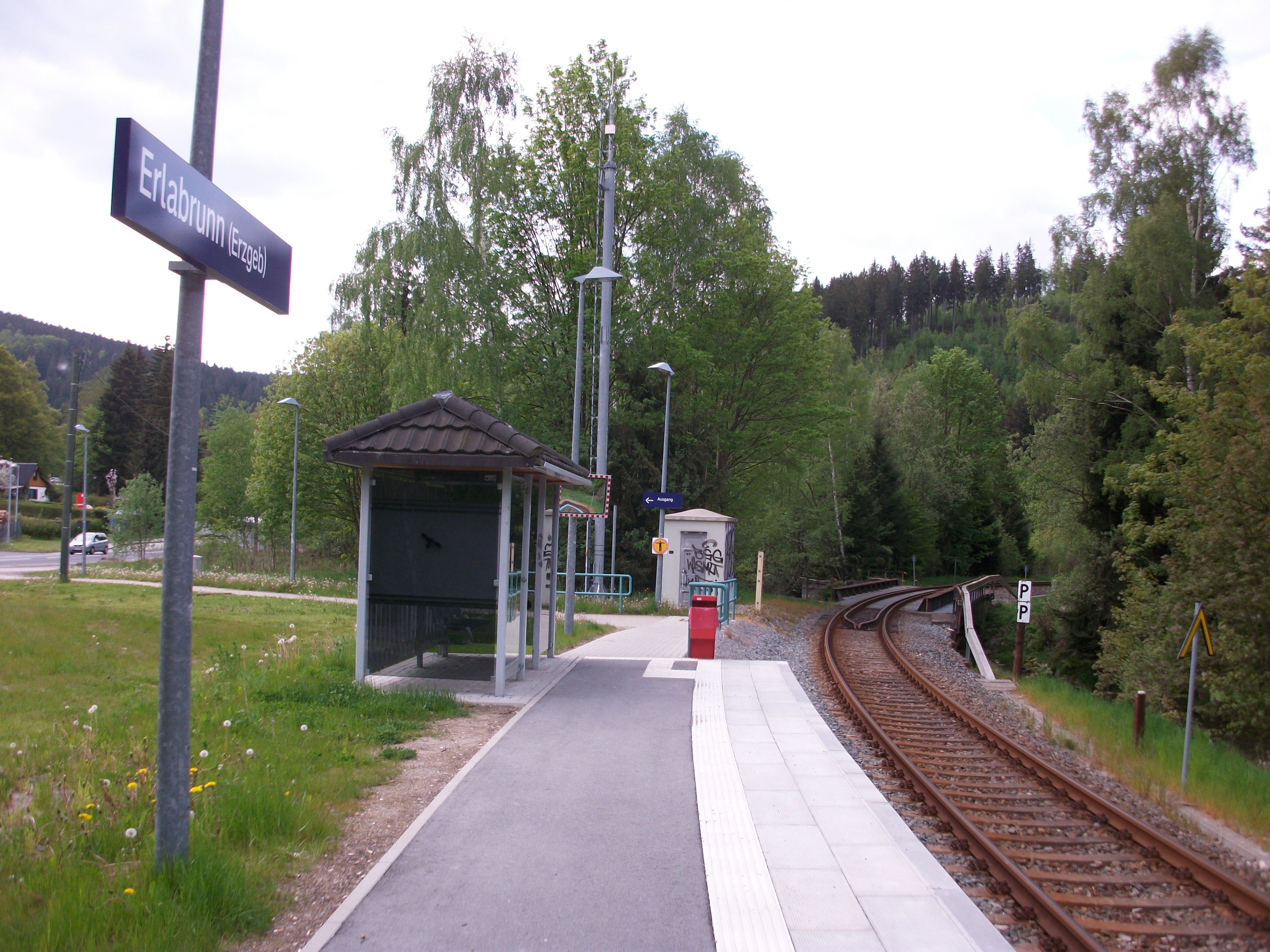
Haltepunkt Erlabrunn (Erzgeb) (2016)

Der Haltepunkt Erlabrunn (Erzgeb) liegt an der Bahnstrecke Johanngeorgenstadt–Schwarzenberg.
Omnibuslinien
Zwei Stadtbuslinien, betrieben vom Unternehmen Regionalverkehr Erzgebirge GmbH, besorgen den öffentlichen Personennahverkehr in der Stadt und verbinden diese auch mit angrenzenden Orten wie Antonsthal und Aue.
Straßenverkehr
Durch die Stadt bzw. die beiden Ortsteile Erlabrunn und Breitenbrunn verläuft die S 272, die von Schwarzenberg nach Johanngeorgenstadt und weiter bis zur tschechisch-böhmischen Grenze führt und damit auch an die Autobahn angeschlossen ist.

## Kultur und Sehenswürdigkeiten

### Gedenkstätte
- Gedenksteine im Ortsteil Steinheidel an der Weggabelung Fällbacher Kreuz für fünf unbekannte KZ-Häftlinge, die im April 1945 auf einem Todesmarsch aus dem Außenlager Lengenfeld des KZ Flossenbürg von SS-Männern erschossen und dort begraben wurden

### Bauwerke

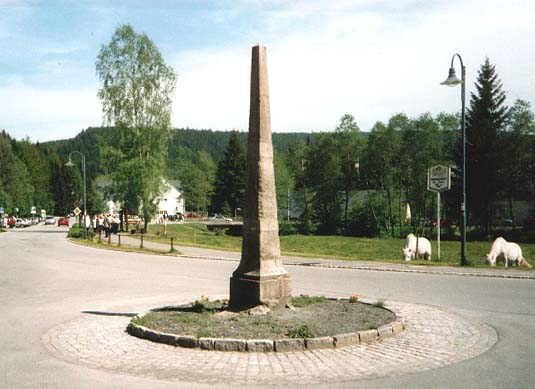
Postmeilensäule

- Im Bereich des Abzweigs zur Auffahrt zum Krankenhaus befindet sich eine Kursächsische Ganzmeilensäule von 1725. Sie besteht aus Granit der Umgebung und ist aus Originalteilen zweier Ganzmeilensäulen zusammengesetzt, deren Bruchstücke zu Beginn des 20. Jahrhunderts aufgefunden worden waren. 1934 ließ die örtliche Verwaltung die neu geschaffene Säule durch einen Straßenmeister am Abzweig nach Steinheidel aufstellen. 1960 erhielt das historische Wegzeichen seinen jetzigen Platz. 1984 wurden die Entfernungsangaben im Rahmen von Restaurierungsmaßnahmen korrigiert; 2009 erfolgte eine nochmalige Restauration.[15]
- Auf dem Marktplatz befindet sich ein Brunnen aus zwei ursprünglich zur Holzschliffgewinnung genutzten Schleifsteinen.

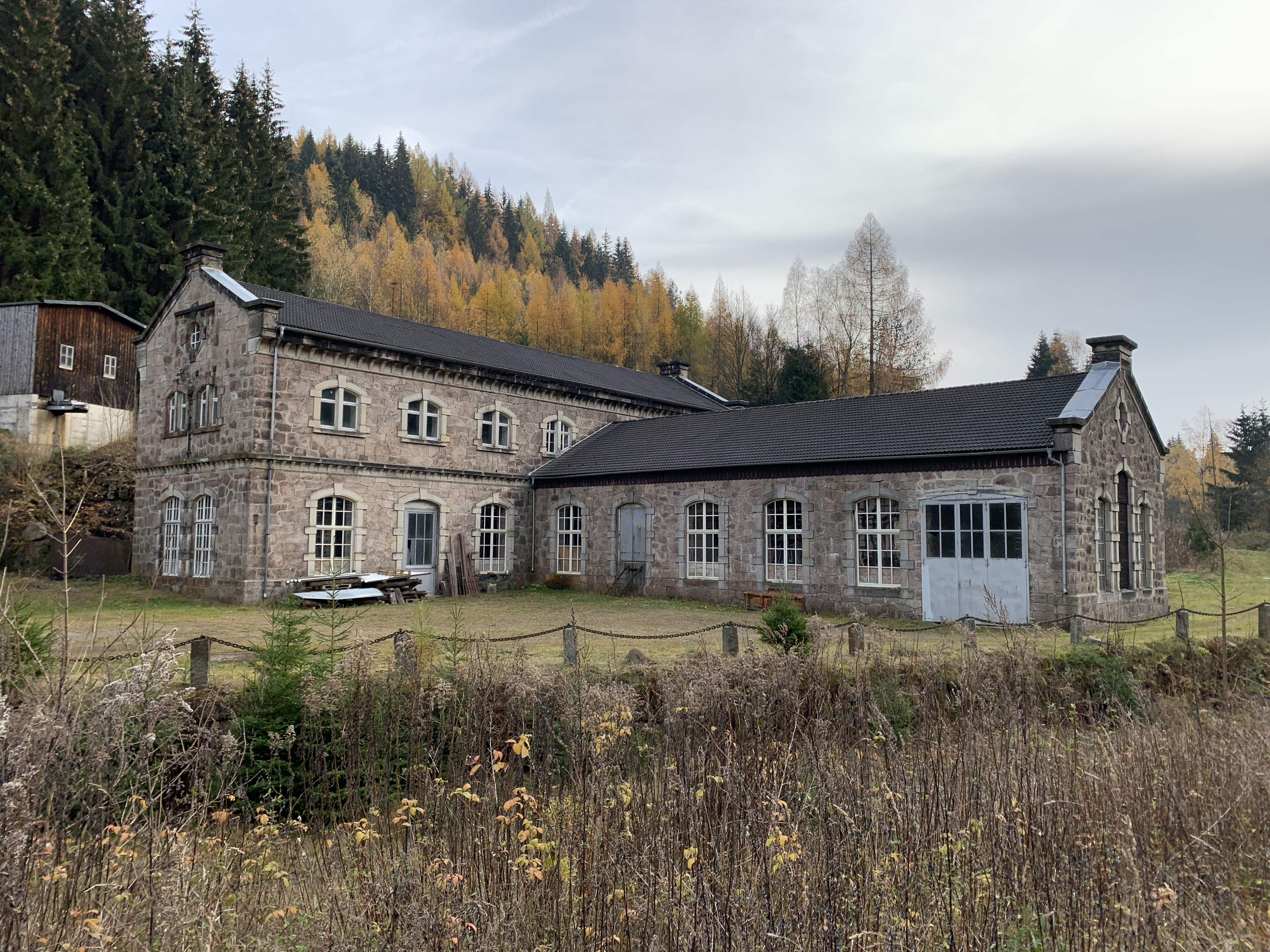
Ehemalige Holzschleiferei und Wasserkraftanlage im Albertsthal

- Ehemalige Holzschleiferei und Wasserkraftanlage im AlbertsthalIm Albertsthal, einem Abschnitt des Schwarzwassers, befindet sich eine um 1900 errichtete ehemalige Holzschleiferei mit Wasserkraftanlage mit ihren Nebengebäuden. Die unter Denkmalschutz stehenden Gebäude sind für die Öffentlichkeit nur von außen zugänglich.

### Naturbesonderheiten und geographische Objekte
- Oberhalb der sogenannten Kellerschleiferei befinden sich im Steinbachtal sich die sagenumwobenen, bis zu 25 Meter hohen Teufelssteine; die aus grobkörnigem Turmalingranit bestehen. Sie sind unter anderem als Kletterfelsen mit fest installierten Ringen sehr beliebt (Schwierigkeitsgrad IV bis IX b). Im Steinbachtal verläuft auch ein Naturlehrpfad im Steinbachtal in Richtung Johanngeorgenstadt.
- Über dem rechten Ufer des Schwarzwassers befindet sich der Nonnenfelsen, eine auffällige Formation aus Turmalingranit. Hier wurde im Jahre 2010 ein Klettersteig eingerichtet. Südöstlich davon erhebt sich der 913 m hohe Rabenberg. Unmittelbar neben der Straße nach Breitenbrunn erhebt sich der ebenfalls aus Turmalingranit bestehende Hefekloßfelsen.
- In den teils noch naturnah belassenen Wäldern und Bergwiesen finden sich Pflanzen, die anderswo selten beworden sind, so z. B. das Fuchssche Knabenkraut auf der Märzenbergwiese sowie Alpen-Milchlattich und Arnika im Steinbachtal.

## Persönlichkeiten

### Söhne und Töchter des Ortes
(Anmerkung: Die meisten der unten genannten Personen sind lediglich im Bergarbeiterkrankenhaus bzw. in den heutigen Kliniken Erlabrunn geboren, sie wohnten oder arbeiteten nicht im Ort.)
- Dettlef Günther (* 1954), Rennrodler
- Karin Sagner (* 1955), Kunsthistorikerin und Autorin
- Matthias Kießling (1956–2021), Sänger, Gitarrist, Songschreiber und Komponist
- Detlef Opitz (* 1956), Schriftsteller
- Petra Zais (1957–2021), Politikerin (Bündnis 90/Die Grünen) und Abgeordnete im Sächsischen Landtag
- Siegfried Haas (1958–2013), Künstler und Bildhauer
- André Hennicke (* 1958), Schauspieler
- Wolfram Christ (* 1963), Filmemacher und Buchautor
- Holger Freitag (* 1963), Skispringer
- André Sehmisch (* 1964), Biathlet
- Jens Weißflog (* 1964), Skispringer
- Frank Teller (1965–2016), Heimatforscher
- Jörg Brückner (* 1966), Historiker und Archivar
- Oliver-Sven Buder (* 1966), Kugelstoßer
- Michael Güttler (* 1966), Dirigent
- Andreas Hähnel (* 1966), Politiker (CDU), MdL
- Andreas Heymann (* 1966), Biathlet
- Kai Scheve (* 1966), Schauspieler und Sänger
- Steffen Heidrich (* 1967), Fußballspieler
- Olaf Süß (1968–1998), Rallyefahrer
- Alexander Bau (* 1970), Rennrodler
- Markus Beyer (1971–2018), Boxer
- Simone Lang (* 1971), Politikerin (SPD), MdL
- Cornelia Pfohl (* 1971), Bogenschützin
- Rüdiger Süß (1972–1998), Rallyefahrer
- Sven Hannawald (* 1974), Skispringer
- Alexander Krauß (* 1975), Politiker (CDU) und Kinderbuchautor
- Petra Drexler (* 1976), Diplomatin
- Vicente Patíz (* 1976), Gitarrist
- Dirk Else (* 1977), Skispringer
- Juliane Hundert (* 1977), sächsische Datenschutzbeauftragte
- Kathleen Morgeneyer (* 1977), Schauspielerin
- Oskar Schmidt (* 1977), Künstler
- Jörg Sonntag (* 1977), Historiker
- Shenja Lacher (* 1978), Theater- und Filmschauspieler
- Cindy Lutz (* 1978), Politikerin (CDU), MdL
- Robin Hermann (* 1980), Verleger, Germanist und Musiker
- Jörg Hahnel (* 1982), Fußballspieler
- Jonny Hielscher (* 1983), Gymnasiallehrer und Regionalhistoriker
- Björn Kircheisen (* 1983), Nordischer Kombinierer
- Robin Lenk (* 1984), Fußballspieler
- Georg Rothenburger (* 1984), Handballspieler
- Peter Udo Brückner (* 1985), Künstler
- Nicole Boroczinski (* 1986), Fußballspielerin
- Toni Englert (* 1988), Nordischer Kombinierer
- Sebastian Reuschel (* 1988), Nordischer Kombinierer
- Ralf Palik (* 1990), Rennrodler
- Stephanie Schneider (* 1990), Bobsportlerin
- Richard Freitag (* 1991), Skispringer
- Toni Kraus (* 1997), Sänger
- Selina Freitag (* 2001), Skispringerin

### Personen mit Bezug zum Ort
- Richard Fichte (1896–1982), Schriftsteller, lebte von 1937 bis 1946 in Fällbach
- Willy Irmisch (1898–1974), Kommunalpolitiker, starb hier
- Herbert Stoll (1905–1962), erzgebirgischer Mundartdichter, der Dr Schwammelob genannt wurde und hier starb
- Werner Karwath (1927–2019), Arzt und CDU-Volkskammerabgeordneter
- Heinz Eger (1932–2023), Radiologe